# Euderces howdeni
Euderces howdeni là một loài bọ cánh cứng trong họ Cerambycidae.